# Hidrogén-szelenid
A hidrogén-szelenid szervetlen vegyület, képlete H2Se, a legegyszerűbb (és az egyetlen észlelt) szelén-hidrid. Standard körülmények között színtelen, gyúlékony gáz. A szelénvegyületek közül a legmérgezőbb, egészségügyi határértéke (8 órás átlag) az USA-ban 0,05 ppm, az EU-ban a foglalkozási expozíciós határértéke (OEL) nyolc órás idővel súlyozott átlaga (TWA) legfeljebb 0,02 ppm lehet. Erősen irritáló szaga kis koncentrációban rothadt tormára, nagyobb töménységben záptojásra emlékeztet.

## Szerkezete és tulajdonságai
A H−Se−H kötésszög 91 fokos, így molekulája V alakú. E szerkezettel összhangban három IR aktív rezgési sávja van: 2358, 2345 és 1034 cm−1.
Tulajdonságai a H2S-hez hasonlóak, bár savasabb nála: első pKa = 3,89, második pKa = 11,0 (25 °C-on). Vízben oldódik.

## Szintézise
Az iparban elemi szelén és hidrogén egyesítésével állítják elő 300 °C felett. Laboratóriumban Al2Se3 és víz reakciójával állítják elő, ebben a reakcióban a hidrogén-szelenid mellett alumínium-hidroxid keletkezik. Hasonló reakció a FeSe savas hidrolízise.
Al2Se3  +  6 H2O  ⇌ 2 Al(OH)3  +  3 H2Se
Több más, vizes oldatban in situ történő előállítási módszere is ismert bór-hidrid, Marsh-próba vagy Devarda-féle ötvözet felhasználásával. A Sonoda-eljárásban víz, CO és szelén reakciójával állítják elő trietil-amin jelenlétében. Gázpalackokban hozzák kereskedelmi forgalomba.

## Reakciói
A hidrogén-szelenid és vízben oldott kén-dioxid reakciójakor víz, szelén és kén keletkezik:
2 H2Se + SO2 ⇌ 2 H2O + Se + S
Bomlását felhasználják nagy tisztaságú szelénfém előállítására.

## Felhasználási lehetőségei
Gyakran használják szeléntartalmú vegyületek szintézisénél. Az alábbi példa szelenokarbamid előállítása ciánamidból:
A H2Se gázt félvezetők gyártásánál szelénnel történő dópolásra használják .

## Veszélyei
A hidrogén-szelenid a legmérgezőbb szelénvegyület, sokkal mérgezőbb, mint a hidrogén-szulfid. Egészségügyi határértéke 0,05 ppm. 0,3 ppm felett irritáló hatású, ami a fő jele annak, hogy az ember hidrogén-szelenidnek van kitéve. 1,5 ppm-nél az irritáció már elviselhetetlen. Nagyobb koncentrációnak való – akár egy percnél rövidebb ideig tartó – kitettség esetén megtámadja a szemet és a nyálkahártyákat, ami  megfázásszerű tüneteket okoz néhány nappal később. Németországban a víz hidrogén-szelenid tartalma maximum 0,008 mg/l, az USA-ban az EPA ajánlása szerint maximum 0,01 mg/l lehet.
Bár nagyon mérgező, haláleset nem köthető hozzá. Valószínűsítik, hogy ennek oka az, hogy a gáz hajlamos vörös szelénné oxidálódni a nyálkahártyákban, az elemi szelén pedig a szelenideknél jóval kevésbé mérgező.

## Fordítás
Ez a szócikk részben vagy egészben  a   Hydrogen selenide című angol Wikipédia-szócikk ezen változatának fordításán alapul.  Az eredeti cikk szerkesztőit annak laptörténete sorolja fel. Ez a jelzés csupán a megfogalmazás eredetét és a szerzői jogokat jelzi, nem szolgál a cikkben szereplő információk forrásmegjelöléseként.